# 傑佛遜鎮區 (密蘇里州聖路易斯縣)
傑佛遜鎮區（英語：Jefferson Township）是位於美國密蘇里州聖路易斯縣的一個行政鎮區。

## 地方資料
傑佛遜鎮區的面積為22.79平方千米，皆為陸地。根據2020年美國人口普查的數據，當地共有人口37383人，而人口密度為每平方千米1,640.32人。